# (4400) Bagryana
(4400) Bagryana – planetoida z grupy pasa głównego asteroid okrążająca Słońce w ciągu 3 lat i 237 dni w średniej odległości 2,37 j.a. Została odkryta 24 sierpnia 1985 roku w Narodowym Obserwatorium Astronomicznym Rożen. Nazwa planetoidy pochodzi od Elisawety Bagrianej (1893-1991), bułgarskiej poetki. Przed jej nadaniem planetoida nosiła oznaczenie tymczasowe (4400) 1985 QH4.